# Schlacht von Knocknaclashy
Die Schlacht von Knocknaclashy (oder Schlacht von Knockbrack) fand im Juli 1651 während der Rückeroberung Irlands im Gebiet von Knockbrack (irisch Cnoc Breac) nahe Banteer in der Grafschaft Cork im südlichen Irland statt. Die Konföderierten Truppen unter Donagh MacCarthy trafen auf englisch-parlamentarische Truppen unter Roger Boyle und wurden besiegt.

## Hintergrund
Die Kontrolle über einen Großteil der Provinz Munster fiel durch die Rückeroberung Irlands in den Jahren 1649 bis 1650 zurück in englische Hände. Oliver Cromwell führte seinen Eroberungszug mit der New Model Army von Südosten aus, während Roger Boyle durch eine Meuterei in der englisch-royalistischen Garnison die Stadt Cork zurück unter die Kontrolle der Parlamentarier brachte. Dies führte dazu, dass der Allianz aus Konföderation und Royalisten eine feindliche Garnison im Rücken saß, was sie dazu zwang, sich über den Fluss Shannon nach Connacht in die Städte Limerick und Galway zurückzuziehen.
Die einzige organisierte Armee in Süd-Munster war diejenige unter Donough MacCarty, die sich im hügeligen Gebiet westlich von Cork aufhielt. Im Juli 1651 versuchte MacCarthy von Ross Castle (in Killarney), aus der belagerten Stadt Limerick zu Hilfe zu kommen. Er marschierte mit einer 3.000 Mann starken Infanterie (und wenigen Kavalleristen) Richtung Mallow (Grafschaft Cork), um sich mit Gruppen irischer Guerilla-Kämpfern zu verbünden. Doch Ireton hatte diesen Zug vorausgesehen und die Armee unter Roger Boyle in dieser Gegend stationiert. Bei Knocknaclashy, nahe der Stadt Banteer, trafen beide Truppen aufeinander.

## Die Schlacht
Die irische Armee war zahlenmäßig überlegen, aber schlechter trainiert und ausgestattet als die parlamentarische Armee, die auch über mehr Kavallerie verfügte, was in dem offenen Gelände ein großer Vorteil war. Die Schlacht begann mit einem Feuergefecht, das die irische Kavallerie nahezu vollkommen ausschaltete. Doch die irische Infanterie, zumeist mit Piken bewaffnet, kämpften tapfer und nutzten ihre zahlenmäßige Überlegenheit. Aber Boyles Reiter griffen über die Flanken die Pikeniere an und öffneten so eine Flanke für die Infanterie. Die irischen Truppen gerieten nun in Panik und versuchten zu fliehen. Hunderte irische Soldaten wurden von den Reitern bei der Flucht niedergeritten. Boyle ordnete an, keine Gefangenen zu machen, außer in Fällen von hochrangigen irischen Anführern. Die Parlamentarier verloren lediglich 26 Soldaten – 130 wurden verletzt. Die überlebenden irischen Soldaten, einschließlich MacCarthy, flohen zurück zu Ross Castle, wo sie 1652 kapitulierten.